# Silverpilen
Silverpilen (srebrna strzała) – popularna nazwa pociągu sztokholmskiego metra składającego się z prototypowych wagonów typu C5 produkowanych w latach 1963–1965 przez firmę Hägglund w Örnsköldsvik. W przeciwieństwie do pozostałych typów ówczesnych wagonów malowanych na zielono lub niebiesko, wagony typu C5 posiadały niepolakierowaną a jedynie wypolerowaną aluminiową karoserię nadającą im srebrzysty kolor. Wyprodukowano zaledwie 8 sztuk tego wagonu, co stanowiło jeden pełny zespół trakcyjny (ezt). Były to wagony silnikowe mogące być łączone z wagonami innego typu, dlatego też w późniejszym okresie eksploatacji były spotykane w jednym składzie wraz z innymi wagonami.
Początkowo były ponumerowane odpowiednio od 3001 do 3008, lecz po wprowadzeniu ich do użytku w 1966 roku, zmieniono ich numeracje na 2901–2908.
W połowie lat 90. XX wieku złomowano siedem z nich. Wagon wyprodukowany jako pierwszy, oznaczony numerem 2901 został przetransportowany w 1996 do Örnsköldsvik, gdzie dziś jest siedzibą lokalnego biura turystycznego i stanowi obiekt muzealny.

## Legendy
W latach 80. XX wieku powstało na temat Silverpilen wiele legend, które rozpowszechniał w mediach szwedzki etnolog Bengt af Klintberg i następnie opisał w książce Råttan i pizzan.
Większość z tych legend jest ściśle powiązana z Kymlinge – nieczynną stacją sztokholmskiego metra. Opowiadają one o Silverpilen zatrzymującym się na tej stacji. Według tych legend jedynie martwi wysiadają w Kymlinge – (szw. Bara de döda stiger av i Kymlinge).
Jedna z legend opowiada o dziewczynie wracającej w nocy z dyskoteki. Pomimo że metro już było nieczynne, na stację przyjechał Silverpilen, do którego wsiadła. Wewnątrz napotkała błędny wzrok pasażerów i przeraziła się widząc, że pociąg nie zatrzymał się na stacji, na której zamierzała wysiąść, tylko jechał dalej aż do Kymlinge. Wszyscy pasażerowie opuścili pociąg i udali się do wyjścia. Gdy dziewczyna podążyła za nimi, okazało się, że drzwi wyjściowe były zamurowane. Pasażerami miały być duchy osób, które popełniły samobójstwo lub z innych przyczyn zmarły w sztokholmskim metrze. Ciało dziewczyny znaleziono później w pobliskim lesie.